# Battle Beast
Battle Beast ist eine 2008 in Helsinki gegründete finnische Heavy-Metal-Band. Ihr musikalischer Stil lehnt sich an Elemente des Hardrocks aus den 1980er Jahren an. Das Debütalbum Steel wurde 2011 durch das finnische Label Hype Records in Finnland veröffentlicht. Ende 2011 nahm Nuclear Blast die Band unter Vertrag und veröffentlichte im Januar 2012 das Debütalbum (mit geändertem Cover) weltweit.
Die Band gewann mehrere Preise, unter anderen beim Newcomerwettbewerb des Wacken Open Air. Sie traten 2012 als Vorband bei der Europa- und Russlandtournee zu Nightwishs Imaginaerum auf.

## Einflüsse
Musikalische Vorbilder sind W.A.S.P., Manowar, Judas Priest, U.D.O. sowie Iron Maiden.
Inhaltlich greifen viele Lieder wie "Eclipse", "The Black Swordsman" oder "Band of the Hawk" auf die Geschichte des Manga bzw. Anime "Berserk" zu, in welcher Guts, der Black Swordsman, nach einer Eclipse Rache nimmt für die Opferung der Söldnergruppe, welche ihn aufnahm. Diese Söldnergruppe war bekannt als "Die Falken" oder im englischen "the Band of the Hawk".

## Bandgeschichte
Juuso, Pyry und Anton haben bereits im Teenageralter zusammen Musik gemacht. Im Frühling 2008 stieß Nitte Valo zur Band und es wurden bereits die ersten Demosongs aufgenommen. Nach mehreren Wechseln des Bassisten und des Keyboarders kamen auch Eero Sipilä und Janne Björkroth in die Band.
Nachdem sie 2010 das Wacken Metal Battle gewannen, unterschrieben sie im Herbst 2010 ihren ersten Plattenvertrag bei dem finnischen Label Hype Records.
Im August 2012 gab Sängerin Nitte Valo ihren Ausstieg aus der Band bekannt, um sich mehr auf ihr Familienleben konzentrieren zu können. Als Nachfolgerin wurde Noora Louhimo verpflichtet. Anton Kabanen verließ Battle Beast 2015 und gründete die Band Beast in Black.

Battle Beast, Line-Up beim Rockharz 2018
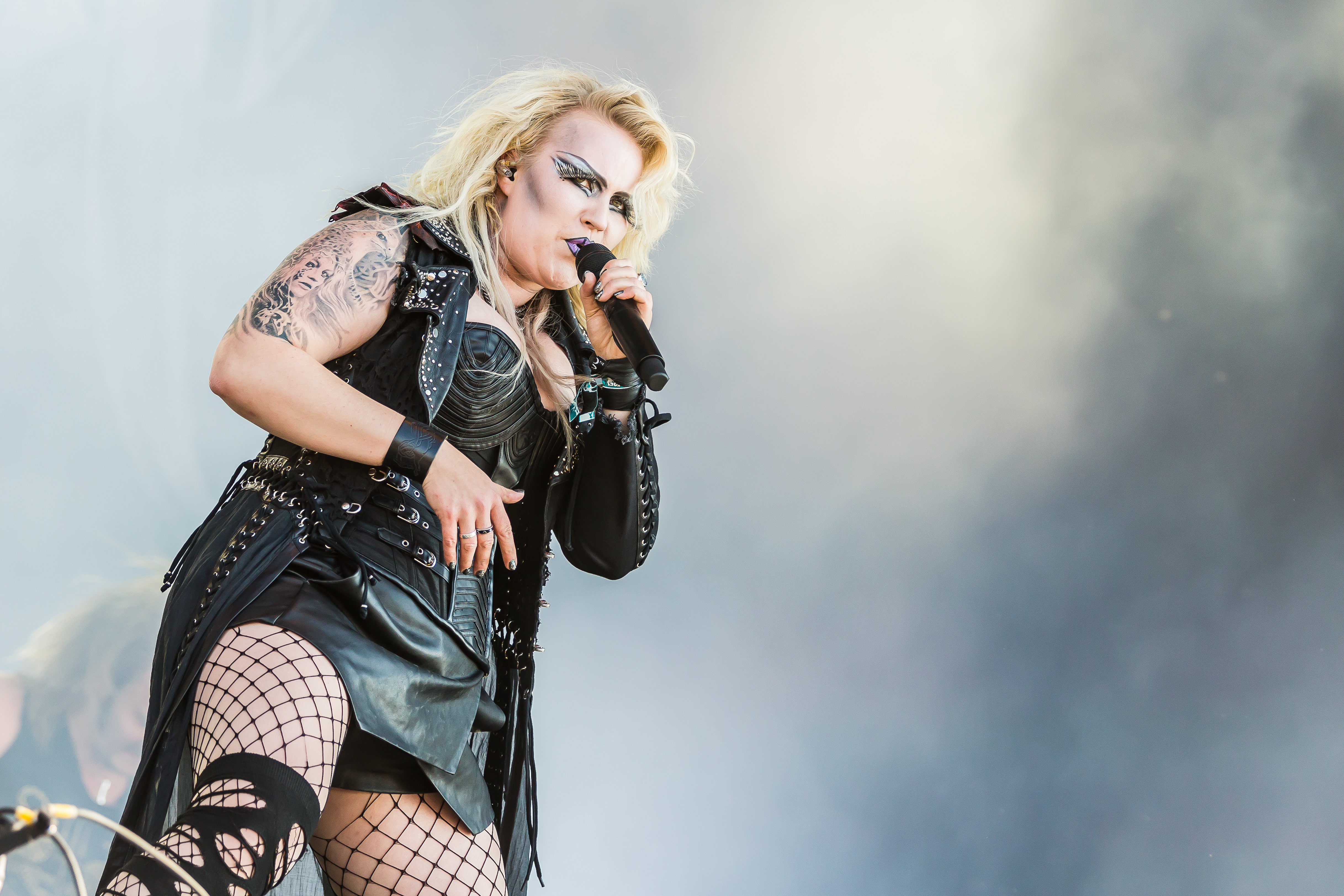
Sängerin Noora Louhimo
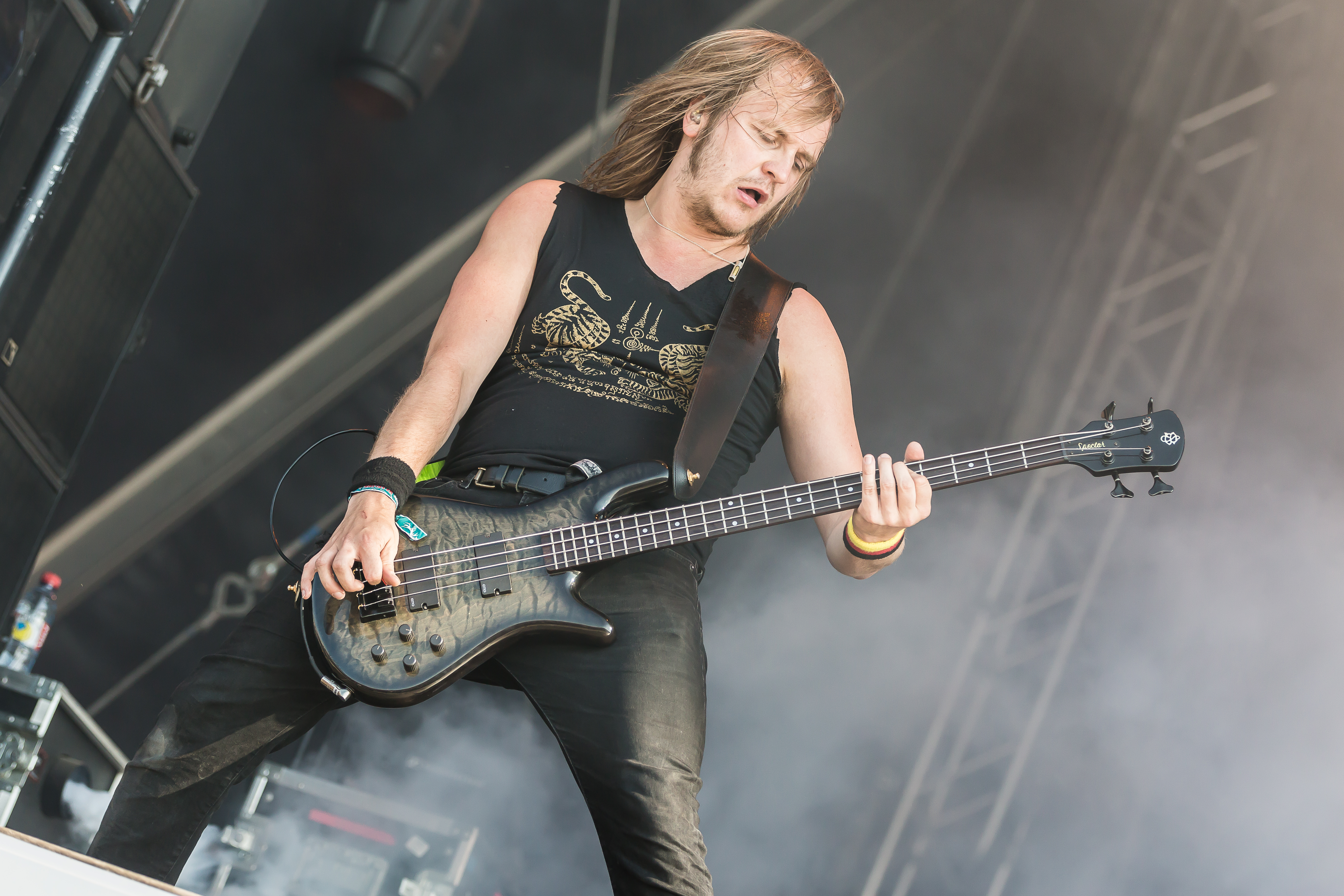
Bassist Eero Sipilä
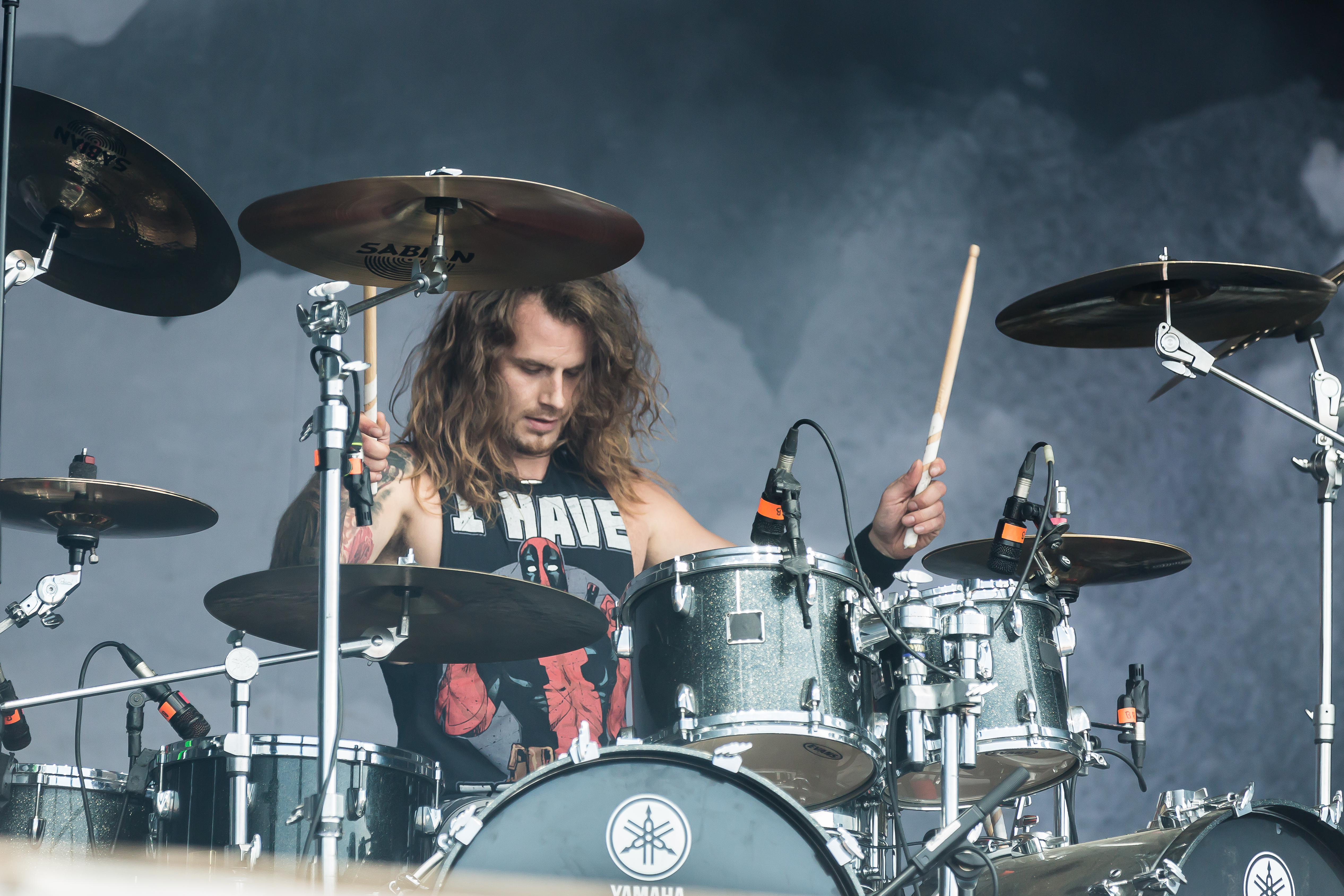
Schlagzeuger Pyry Vikki
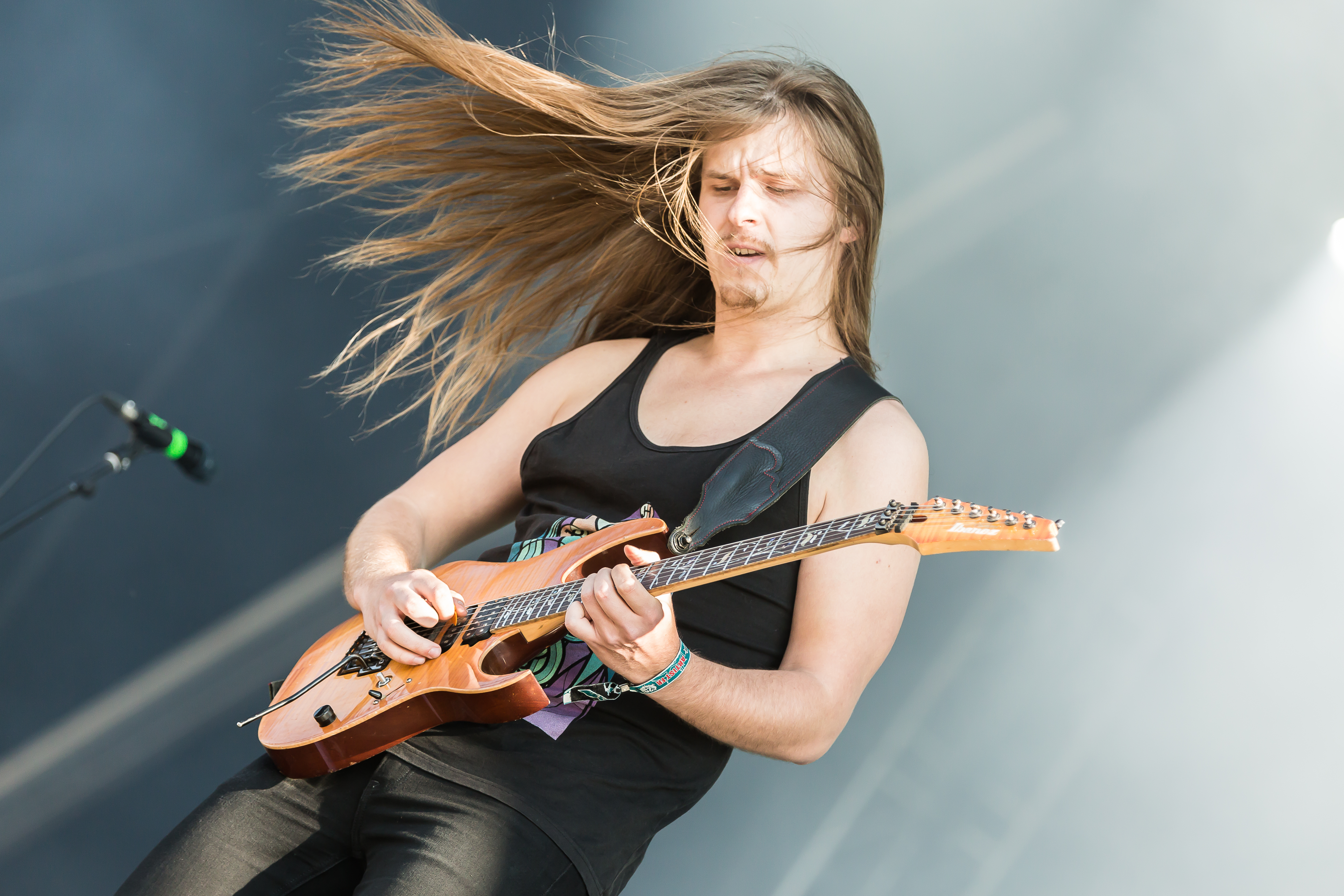
Gitarrist Joona Björkroth
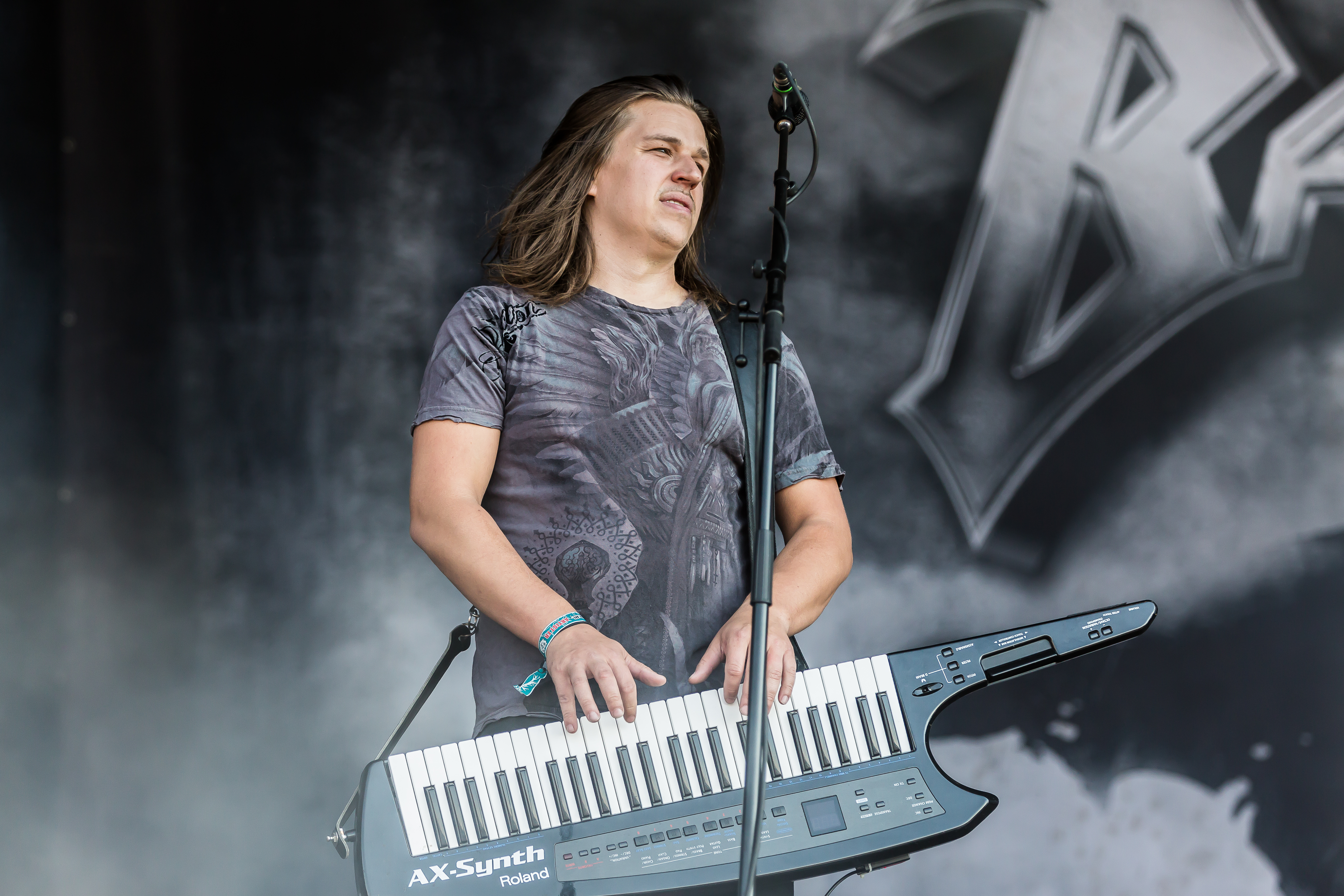
Keyboarder Janne Björkroth
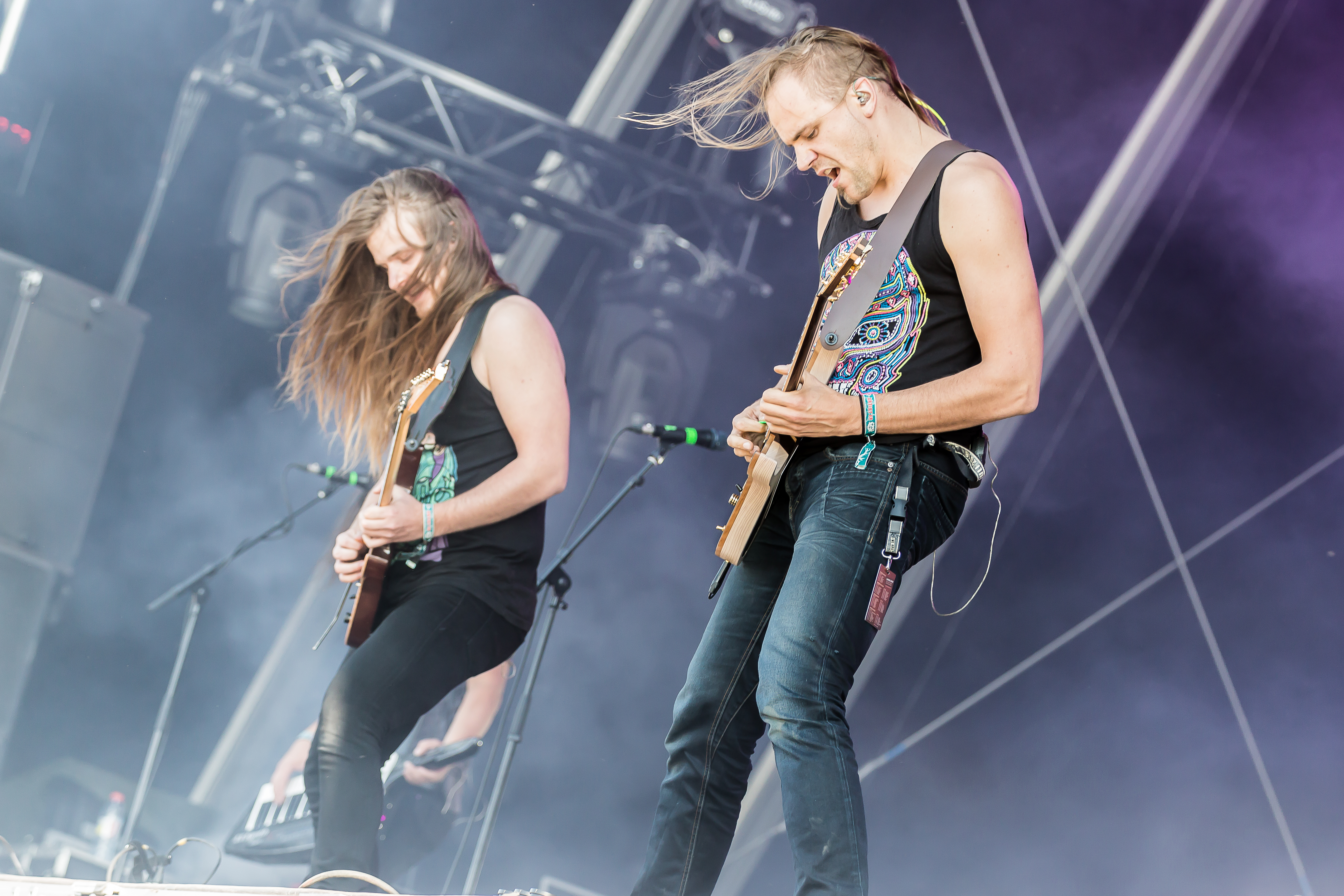
Gitarrist Juuso Soinio (rechts)

## Diskografie

### Studioalben
| Jahr | Titel Musiklabel                        | Höchstplatzierung, Gesamtwochen, AuszeichnungChartplatzierungen (Jahr, Titel, Musiklabel, Platzierungen, Wochen, Auszeichnungen, Anmerkungen) | Höchstplatzierung, Gesamtwochen, AuszeichnungChartplatzierungen (Jahr, Titel, Musiklabel, Platzierungen, Wochen, Auszeichnungen, Anmerkungen) | Höchstplatzierung, Gesamtwochen, AuszeichnungChartplatzierungen (Jahr, Titel, Musiklabel, Platzierungen, Wochen, Auszeichnungen, Anmerkungen) | Höchstplatzierung, Gesamtwochen, AuszeichnungChartplatzierungen (Jahr, Titel, Musiklabel, Platzierungen, Wochen, Auszeichnungen, Anmerkungen) | Anmerkungen                            |
| Jahr | Titel Musiklabel                        | DE | CH | AT | FI | Anmerkungen                            |
| ---- | --------------------------------------- | --- | --- | --- | --- | -------------------------------------- |
| 2011 | Steel Hype Records                      | — | — | — | FI7 (6 Wo.)FI | Erstveröffentlichung: 1. April 2011    |
| 2013 | Battle Beast Nuclear Blast              | DE82 (1 Wo.)DE | CH67 (1 Wo.)CH | — | FI5 (17 Wo.)FI | Erstveröffentlichung: 17. Mai 2013     |
| 2015 | Unholy Savior Nuclear Blast             | DE39 (1 Wo.)DE | CH71 (1 Wo.)CH | — | FI1 (15 Wo.)FI | Erstveröffentlichung: 9. Januar 2015   |
| 2017 | Bringer of Pain Nuclear Blast           | DE14 (2 Wo.)DE | CH16 (3 Wo.)CH | AT36 (1 Wo.)AT | FI1 (25 Wo.)FI | Erstveröffentlichung: 17. Februar 2017 |
| 2019 | No More Hollywood Endings Nuclear Blast | DE11 (2 Wo.)DE | CH12 (1 Wo.)CH | AT36 (1 Wo.)AT | FI1 (6 Wo.)FI | Erstveröffentlichung: 22. März 2019    |
| 2022 | Circus of Doom Nuclear Blast            | DE9 (3 Wo.)DE | CH5 (3 Wo.)CH | AT26 (1 Wo.)AT | FI1 (15 Wo.)FI | Erstveröffentlichung: 21. Januar 2022  |

### Livealben
- 2025: Circus of Doom: Live in Helsinki 2023 (Nuclear Blast)

### Singles
- 2011: Show Me How to Die
- 2011: Enter the Metal World
- 2013: Into the Heart of Danger
- 2013: Black Ninja
- 2014: Touch in the Night
- 2014: Madness
- 2016: King for a Day
- 2017: Familiar Hell
- 2017: Bringer of Pain
- 2019: No More Hollywood Endings
- 2019: Eden
- 2019: Endless Summer
- 2019: The Golden Horde
- 2021: Master of Illusion
- 2021: Eye of the Storm
- 2022: Where Angels Fear to Fly
- 2022: Wings of Light
- 2025: Last Goodbye
- 2025: Here We Are
- 2025: Steelbound